# Euphorbia resinifera

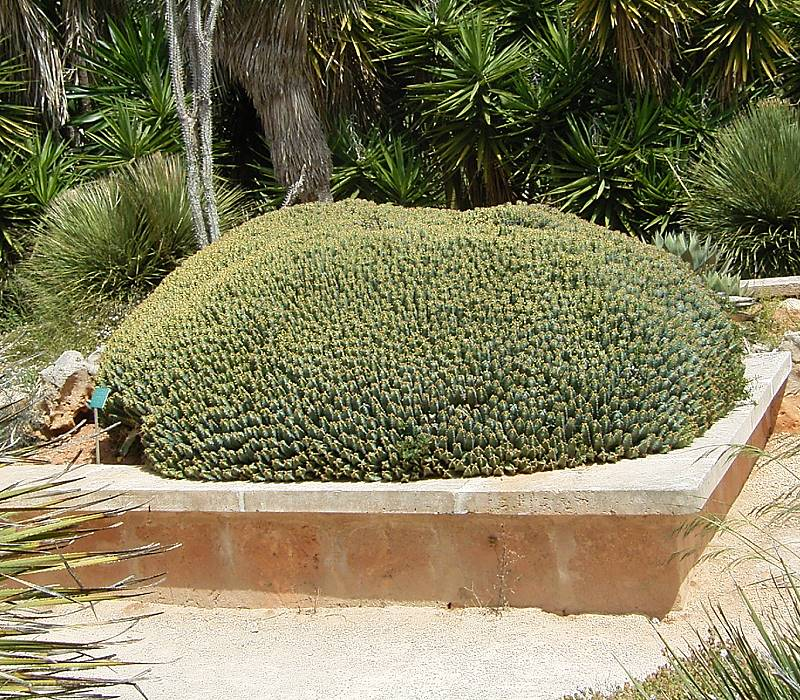
Habitus de l'espècie E. resinifera.

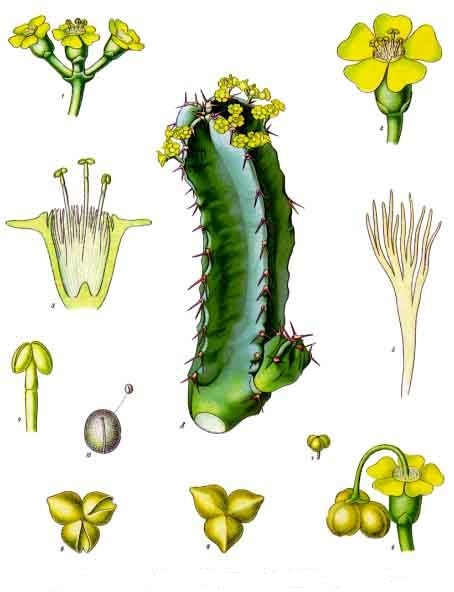
Il·lustració

Euphorbia resinifera és una espècie d'arbust de mida petita monoic de la família de les Euforbiàcies. És suculent, cactiforme, de fins a 1,2 m d'alçada i amb tiges sempre dretes, les quals tenen quatre angles, plenes d'espines axil·lars agrupades per parelles. Les fulles es redueixen a tubercles diminuts situats als angles, al costat de les espines. Aquesta planta creix més en amplada que en alçada creant una forma hemisfèrica columnar amb les tiges molt poc ramificades, arribant a mesurar els 3 m de diàmetre. Floreix de juny a agost i fructifica d'agost a octubre.
És un endemisme marroquí que es troba a les parts més baixes i seques de les muntanyes mediterrànies de terrenys calcaris, sobre sòls més o menys rocosos, des dels 600 m fins als 1.800 m d'altitud, en un ambient generalment semiàrid, des de l'Atles Mitjà fins a l'Antiatles. Falta a les zones d'influència macaronèsica on és reemplaçada per l'altra espècie cactiforme de la regió: Euphorbia officinarum.